# Дерсове
Де́рсове (Дерсов, Голубівський) — село в Україні, у Бойківській громаді Кальміуського району Донецької області. Населення становить 400 осіб.

## Загальні відомості
Відстань до райцентру становить близько 17 км і проходить переважно автошляхом місцевого значення. Землі села межують із територією с. Приморське Новоазовського району Донецької області.
Перебуває на території, яка тимчасово окупована російськими терористичними військами.

## Історія
Дерсове (Голубівський)до 1917 — німецький хутір області Війська Донського, Таганрозький округ Аграфенівської волості; у радянські часи — Сталінська область, Тельманівский (Остгаймський) німецький/Старо-Каранський район. Землі 410 десятин (1915; 16 подвір'їв). Мешканців: 52 (1915), 74 (1924).
7 (20) листопада 1917 року, відповідно до Третього Універсалу Української Центральної Ради, увійшло до складу Української Народної Республіки.

## Населення
| Рік  | Кількість мешканців |
| ---- | ------------------- |
| 1915 | 72                  |
| 1924 | 113                 |

За даними перепису 2001 року населення села становило 400 осіб, із них 55,75 % зазначили рідною мову українську, 43,75 % — російську та 0,5 % — грецьку мову.

## Видатні люди
У селі народилася Черемних Віра Миколаївна (1948) — українська журналістка, головний редактор журналу «Журналіст України», Заслужений журналіст України.